# Néména
Néména är en ort i Burkina Faso.   Den ligger i regionen Boucle du Mouhoun, i den västra delen av landet, 240 km väster om huvudstaden Ouagadougou. Néména ligger 263 meter över havet och antalet invånare är 1 017.
Terrängen runt Néména är mycket platt. Runt Néména är det ganska glesbefolkat, med 38 invånare per kvadratkilometer.. Närmaste större samhälle är Bindougou, 18,1 km öster om Néména.
Omgivningarna runt Néména är en mosaik av jordbruksmark och naturlig växtlighet.